# كاي كورت
كاي كورت (بالإنجليزية: Kay Kurt)‏ هي رسامة أمريكية، ولدت في 1944.